# Selección de béisbol de Ecuador
La Selección de Béisbol de Ecuador es el equipo oficial que representa a Ecuador en eventos internacionales de béisbol.
En Ecuador, el béisbol fue impulsado por los hermanos estadounidenses John Mark y Robert Allan Reed en los años treinta, siendo la ciudad de Guayaquil en donde se desarrolló de forma masiva por ser el lugar en donde los hermanos fundaron su empresa en 1927, "Reed & Reed". En 1937 crearon al Reed Club y en 1946 inauguraron el complejo deportivo Reed Park para la práctica del beisbol. Los Reed promovieron los torneos National Baseball Congress, que eran los campeonatos en todas sus categorías con una buena organización que incluían árbitros, anotadores y toda la logística.
Otro estadounidense que está considerado entre los impulsores del béisbol en Guayaquil es George Capwell, quien fundó en 1929 al Club Sport Emelec, con la idea de que su principal disciplina sea el béisbol y para 1940 construyó un diamante, el Estadio George Capwell, que más tarde, en 1947, fue adecuado a estadio de fútbol por motivo del Campeonato Sudamericano.
El béisbol porteño tuvo su apogeo entre las décadas de 1960 y 1980 y sirvió para que la selección ecuatoriana ganara sus dos títulos sudamericanos en 1963 y 1966. En 1965 fue inaugurado el estadio Yeyo Úraga con motivo de los V Juegos Bolivarianos celebrados en la ciudad, con lo cual se convertía en la primera ciudad en poseer un estadio exclusivo para el béisbol.

## Jugadores
La última convocatoria realizada para competir en el Campeonato Sudamericano 2022 consta de los siguientes jugadores:
- ALVAREZ SUAREZ Ledy Samuel
- BAQUE IZA Braulio Alejandro
- FELMAN ESPERANZA Samuel
- GARCIA CABRERA Danyells
- JALIL PUIG Alfonso
- LANDIN GAVIRIA Gustavo Andrés
- LEON CANTOS Orlando Homero
- LEON MORLA Johan Xavier
- LETAMENDI VIVAS Brian Felipe
- RODRIGUEZ JUEZ Carlos Iván
- ROSARIO ZAMORA Josue David
- RUIZ RODRIGUEZ Roberto Guillermo
- SALDARRIAGA ABAD Israel Kelvin
- SOLORZANO TORBAY Kevin Andrés
- TAMAYO MENDOZA Yeremi Alexis
- VILLANUEVA BARAHONA Dionisio Damian
- WONG YEPEZ Javier Andrés

## Palmarés
- Copa Mundial de Béisbol
  - Sin participaciones

- Juegos Panamericanos
  - Sin participaciones

- Juegos Bolivarianos
  -  Medalla de bronce: (3) 1981, 1985, 2013.

- Campeonato Sudamericano de Béisbol
  -  Campeón: 1963, 1966.
  -  Subcampeón: 1971, 2011, 2012.[2]
  -  Tercer lugar: 1959, 2004, 2005, 2013, 2022